# Melinci
Melinci is een plaats in Slovenië en maakt deel uit van de gemeente Beltinci in de NUTS-3-regio Pomurska. De plaats telde 741 inwoners op 1 januari 2020.

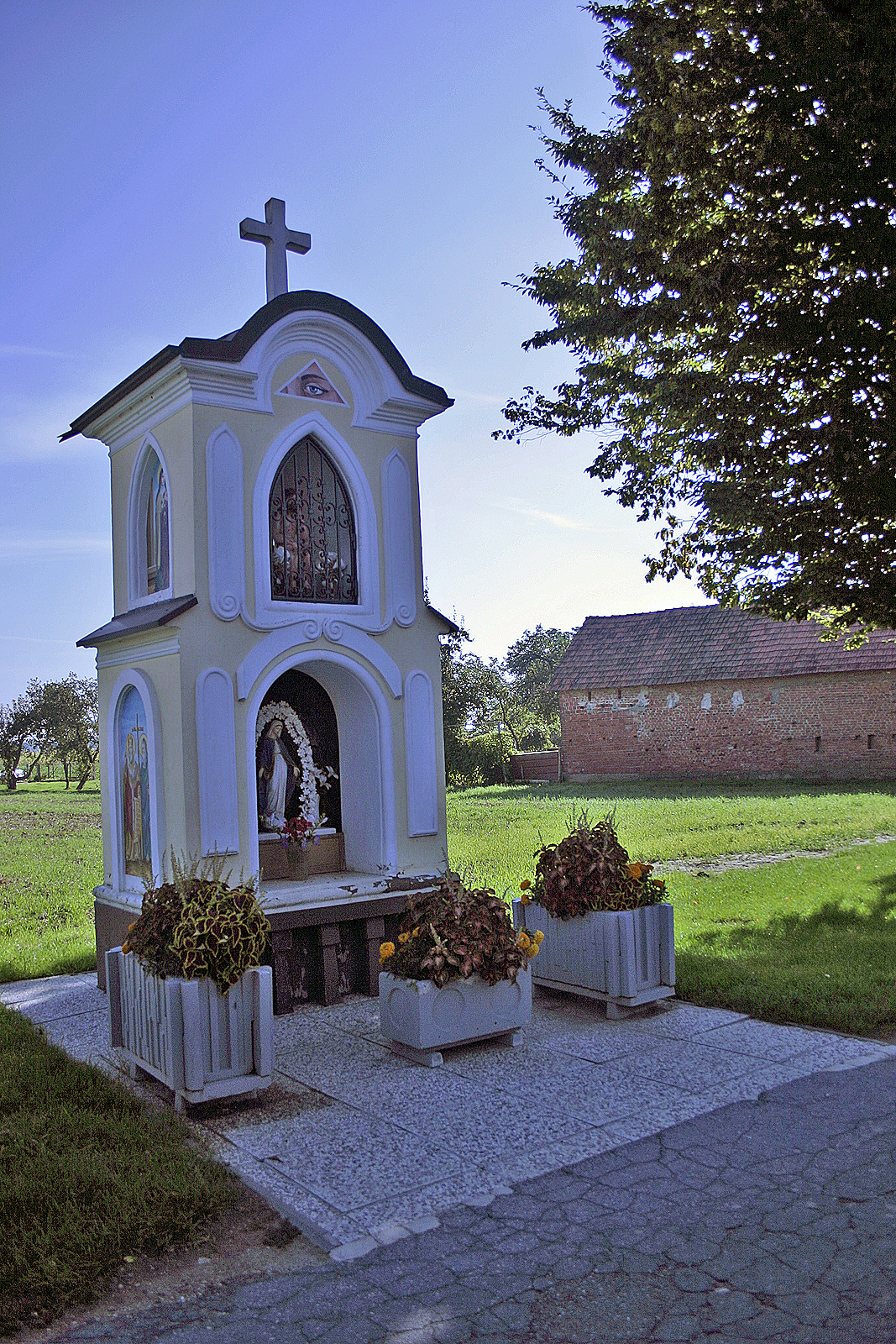
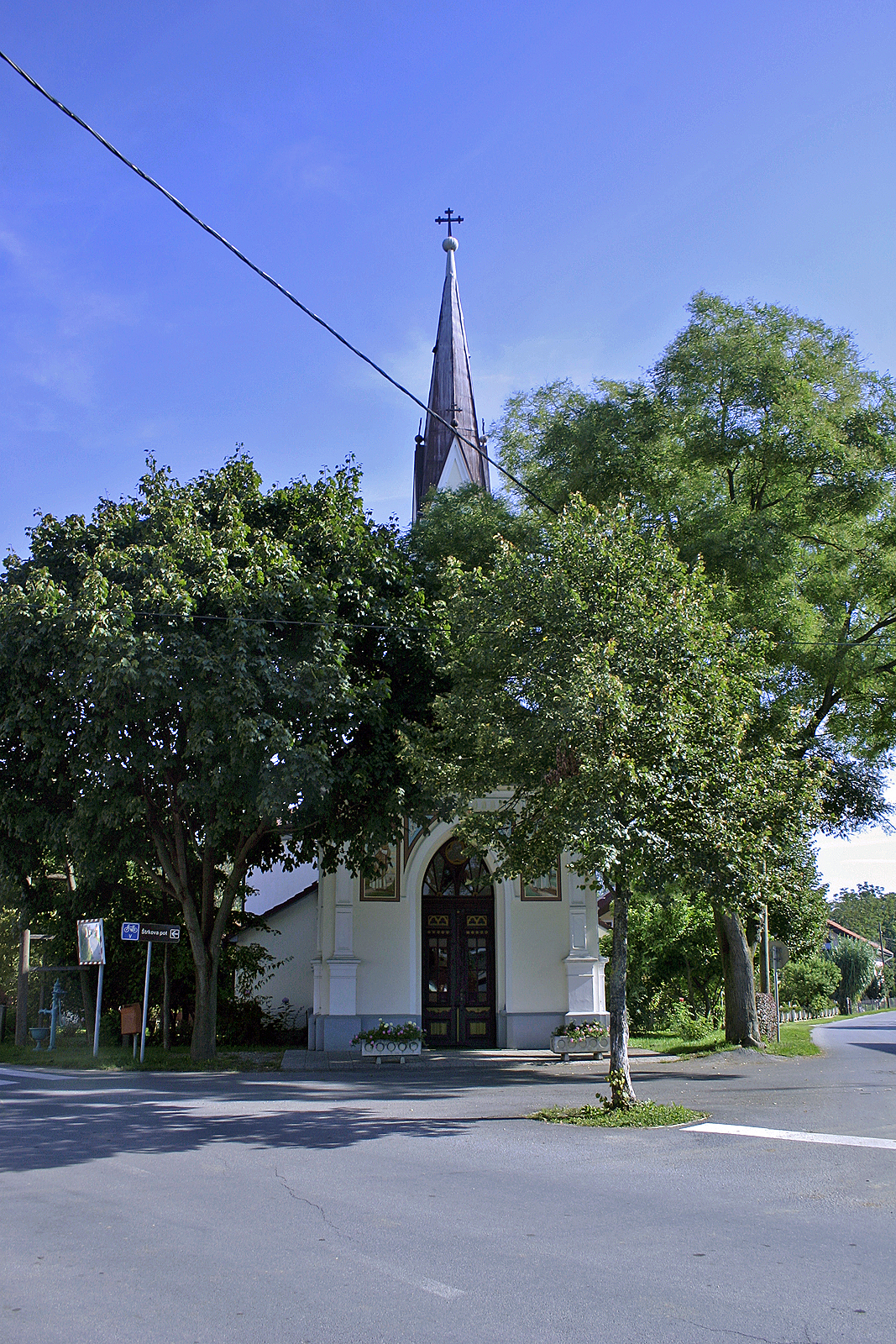